# Craig Mottram
Craig Mottram, född den 18 juni 1980, är en australisk friidrottare (lång och medeldistans). Mottram slog igenom när han vann brons på 5 000 meter på VM i Helsingfors 2005. Året efter blev han tvåa på samma distans vid Samväldesspelen.